# Rodolfo Betinotti
Rodolfo Carlos Betinotti (ur. 7 października 1932 w Buenos Aires) – argentyński piłkarz, grający podczas kariery na pozycji obrońcy.

## Kariera klubowa
Rodolfo Betinotti piłkarską karierę rozpoczął w klubie Atlanta Buenos Aires w 1952. W sezonie 1952 zajął z Atlantą ostatnie miejsce w pierwszej lidze i spadł z nią do drugiej ligi. W 1956 Atlanta powróciła do argentyńskiej ekstraklasy. W latach 1964–1965 występował w drugoligowym All Boys. Rok 1956 spędził w drugoligowym CA All Boys, a 1966-1967 w występującym w tej samej klasie rozgrywkowej Excursionistas Buenos Aires.

## Kariera reprezentacyjna
W reprezentacji Argentyny Betinotti występował w 1959. W reprezentacji jedyny raz wystąpił 16 grudnia 1959 w przegranym 0-5 meczu z Urugwajem w dodatkowej edycji Mistrzostwach Ameryki Południowej, na których Argentyna zajęła drugie miejsce.

## Kariera trenerska
Jeszcze podczas kariery piłkarskiej Betinotti został trenerem. W latach 1962–1972 szkolił młodzież w Atlancie, a 1974-1975 San Lorenzo de Almagro. W latach 1972–1973 i 1978 trenował pierwszy zespół Atlanty. Obok tego prowadził stołeczne kluby Villa Dálmine, Comunicaciones i Deportivo Merlo.